# تام مک‌لوکلین
تام مک‌لوکلین (انگلیسی: Tom McLoughlin؛ زادهٔ ۱۹ ژوئیهٔ ۱۹۵۰) یک هنرپیشه، کارگردان، و فیلم‌نامه‌نویس اهل ایالات متحده آمریکا است. 
او در فیلم سیاه‌چاله بازی کرده است.